# Campionati austriaci di sci alpino 2015
I Campionati austriaci di sci alpino 2015 si sono svolti a Hinterstoder, Innerkrems, Lackenhof e Spital am Pyhrn dal 18 al 29 marzo. Il programma ha incluso gare di discesa libera, supergigante, slalom gigante, slalom speciale e combinata, tutte sia maschili sia femminili; il supergigante femminile è stato tuttavia annullato.
Trattandosi di competizioni valide anche ai fini del punteggio FIS, vi hanno partecipato anche sciatori di altre federazioni, senza che questo consentisse loro di concorrere al titolo nazionale austriaco. 

## Risultati

### Uomini

#### Discesa libera
| Pos. | Atleta              | Nazione | Tempo   |
| ---- | ------------------- | ------- | ------- |
| 1    | Patrick Schweiger   | Austria | 1:11,81 |
| 2    | Mario Karelly       | Austria | 1:11,96 |
| 3    | Christian Walder    | Austria | 1:12,14 |
| 4    | Slaven Dujaković    | Austria | 1:12,23 |
| 5    | Daniel Hemetsberger | Austria | 1:12,39 |
| 6    | Christoph Krenn     | Austria | 1:12,39 |
| 7    | Daniel Danklmaier   | Austria | 1:12,60 |
| 8    | Tristan Takats      | Austria | 1:12,69 |
| 9    | Johannes Kröll      | Austria | 1:12,82 |
| 10   | Stefan Babinsky     | Austria | 1:12,83 |

Data: 28 marzo

Località: Hinterstoder

Ore: 

Pista: Hutterer Höss

Partenza: 1 837 m s.l.m.

Arrivo: 1 385 m s.l.m.

Dislivello: 452 m

Tracciatore: Fritz Offenhauser

#### Supergigante
| Pos. | Atleta              | Nazione  | Tempo   |
| ---- | ------------------- | -------- | ------- |
| 1    | Boštjan Kline       | Slovenia | 1:06,12 |
| 2    | Clemens Dorner      | Austria  | 1:06,94 |
| 3    | Daniel Danklmaier   | Austria  | 1:07,00 |
| 4    | Christoph Krenn     | Austria  | 1:07,04 |
| 4    | Thomas Mayrpeter    | Austria  | 1:07,04 |
| 6    | Michael Offenhauser | Austria  | 1:07,08 |
| 7    | Georg Streitberger  | Austria  | 1:07,09 |
| 8    | Christian Walder    | Austria  | 1:07,11 |
| 9    | Tobias Kogler       | Austria  | 1:07,33 |
| 10   | Stefan Babinsky     | Austria  | 1:07,35 |

Data: 26 marzo

Località: Hinterstoder

Ore: 

Pista: Hutterer Höss

Partenza: 1 817 m s.l.m.

Arrivo: 1 385 m s.l.m.

Dislivello: 432 m

Tracciatore: Willi Zechner

#### Slalom gigante
| Pos. | Atleta                   | Nazione  | Tempo   |
| ---- | ------------------------ | -------- | ------- |
| 1    | Marco Schwarz            | Austria  | 2:18,66 |
| 2    | Manuel Pleisch           | Svizzera | 2:18,68 |
| 3    | Vincent Kriechmayr       | Austria  | 2:18,92 |
| 4    | Christopher Neumayer     | Austria  | 2:18,96 |
| 5    | Thomas Hettegger         | Austria  | 2:19,09 |
| 6    | Manuel Annewanter        | Austria  | 2:19,11 |
| 7    | Christian Hirschbühl     | Austria  | 2:19,20 |
| 8    | Cédric Noger             | Svizzera | 2:19,37 |
| 9    | Dominik Raschner         | Austria  | 2:19,52 |
| 10   | Hannes Lengauer-Stockner | Austria  | 2:19,57 |

Data: 25 marzo

Località: Hinterstoder

1ª manche:

Ore: 

Pista: Hutterer Höss

Partenza: 1 770 m s.l.m.

Arrivo: 1 428 m s.l.m.

Dislivello: 342 m

Tracciatore: Benjamin Prantner

2ª manche:

Ore: 

Pista: Hutterer Höss

Partenza: 1 770 m s.l.m.

Arrivo: 1 428 m s.l.m.

Dislivello: 342 m

Tracciatore: Florian Raich

#### Slalom speciale
| Pos. | Atleta                 | Nazione  | Tempo   |
| ---- | ---------------------- | -------- | ------- |
| 1    | Christian Hirschbühl   | Austria  | 1:39,65 |
| 2    | Michael Matt           | Austria  | 1:39,70 |
| 3    | Philipp Schmid         | Germania | 1:40,04 |
| 4    | Reto Schmidiger        | Svizzera | 1:40,04 |
| 5    | Marco Schwarz          | Austria  | 1:40,19 |
| 6    | Manuel Wieser          | Austria  | 1:40,81 |
| 7    | Manuel Annewanter      | Austria  | 1:41,40 |
| 8    | Johannes Strolz        | Austria  | 1:41,47 |
| 9    | Stefan Luitz           | Germania | 1:41,63 |
| 10   | Maximilian Lahnsteiner | Austria  | 1:41,93 |

Data: 24 marzo

Località: Spital am Pyhrn

1ª manche:

Ore: 

Pista: Wurzeralm

Partenza: 1 595 m s.l.m.

Arrivo: 1 415 m s.l.m.

Dislivello: 180 m

Tracciatore: Wolfgang Erharter

2ª manche:

Ore: 

Pista: Hutterer Höss

Partenza: 1 595 m s.l.m.

Arrivo: 1 415 m s.l.m.

Dislivello: 180 m

Tracciatore: Marco Pfeiffer

#### Combinata
| Pos. | Atleta                 | Nazione    | Tempo   |
| ---- | ---------------------- | ---------- | ------- |
| 1    | Martin Čater           | Slovenia   | 1:36,88 |
| 2    | Maximilian Lahnsteiner | Austria    | 1:36,93 |
| 3    | Raphael Haaser         | Austria    | 1:37,04 |
| 4    | Natko Zrnčić-Dim       | Croazia    | 1:37,11 |
| 5    | Ryo Sugai              | Giappone   | 1:37,12 |
| 6    | Stefan Babinsky        | Austria    | 1:37,50 |
| 7    | Fritz Lintner          | Italia     | 1:37,81 |
| 8    | Martin Chuber          | Kazakistan | 1:38,01 |
| 9    | Boštjan Kline          | Slovenia   | 1:38,02 |
| 10   | Matej Falat            | Slovacchia | 1:38,22 |

Data: 19 marzo

Località: Innerkrems

1ª manche:

Ore: 

Pista: Grünleitennock

Partenza: 1 987 m s.l.m.

Arrivo: 1 587 m s.l.m.

Dislivello: 400 m

Tracciatore: Benjamin Prantner

2ª manche:

Ore: 

Pista: Grünleitennock

Partenza: 

Arrivo: 

Dislivello: 

Tracciatore: D. Schwenninger

### Donne

#### Discesa libera
| Pos. | Atleta               | Nazione | Tempo   |
| ---- | -------------------- | ------- | ------- |
| 1    | Mirjam Puchner       | Austria | 1:14,82 |
| 2    | Elisabeth Reisinger  | Austria | 1:15,17 |
| 3    | Nicole Schmidhofer   | Austria | 1:15,32 |
| 4    | Cornelia Hütter      | Austria | 1:15,38 |
| 5    | Ines Beran           | Austria | 1:15,62 |
| 6    | Bianca Venier        | Austria | 1:15,67 |
| 7    | Martina Rettenwender | Austria | 1:15,72 |
| 8    | Michaela Heider      | Austria | 1:15,77 |
| 9    | Tamara Tippler       | Austria | 1:15,79 |
| 10   | Nicole Walder        | Austria | 1:16,03 |

Data: 27 marzo

Località: Hinterstoder

Ore: 

Pista: Hutterer Höss

Partenza: 1 837 m s.l.m.

Arrivo: 1 385 m s.l.m.

Dislivello: 452 m

Tracciatore: Roland Assinger

#### Supergigante
La gara, originariamente in programma a Hinterstoder il 26 marzo, è stata annullata.

#### Slalom gigante
| Pos. | Atleta              | Nazione       | Tempo   |
| ---- | ------------------- | ------------- | ------- |
| 1    | Ramona Siebenhofer  | Austria       | 2:21,60 |
| 2    | Stephanie Brunner   | Austria       | 2:21,72 |
| 3    | Carmen Thalmann     | Austria       | 2:22,28 |
| 4    | Jessica Hilzinger   | Liechtenstein | 2:22,31 |
| 5    | Katharina Gallhuber | Austria       | 2:22,31 |
| 6    | Mirjam Puchner      | Austria       | 2:22,58 |
| 7    | Bernadette Schild   | Austria       | 2:22,79 |
| 8    | Katharina Truppe    | Austria       | 2:22,82 |
| 9    | Elisabeth Kappaurer | Austria       | 2:22,83 |
| 10   | Chiara Mair         | Austria       | 2:22,89 |

Data: 24 marzo

Località: Hinterstoder

1ª manche:

Ore: 

Pista: Hutterer Höss

Partenza: 1 770 m s.l.m.

Arrivo: 1 428 m s.l.m.

Dislivello: 342 m

Tracciatore: Stefan Schwab

2ª manche:

Ore: 

Pista: Hutterer Höss

Partenza: 1 770 m s.l.m.

Arrivo: 1 428 m s.l.m.

Dislivello: 342 m

Tracciatore: Stefan Bürgler

#### Slalom speciale
| Pos. | Atleta            | Nazione       | Tempo   |
| ---- | ----------------- | ------------- | ------- |
| 1    | Carmen Thalmann   | Austria       | 1:37,59 |
| 2    | Katharina Truppe  | Austria       | 1:38,19 |
| 3    | Bernadette Schild | Austria       | 1:38,21 |
| 4    | Petra Vlhová      | Slovacchia    | 1:38,73 |
| 5    | Jessica Hilzinger | Liechtenstein | 1:38,77 |
| 6    | Lisa-Maria Zeller | Austria       | 1:39,18 |
| 7    | Stephanie Brunner | Austria       | 1:39,33 |
| 8    | Christina Ager    | Austria       | 1:39,47 |
| 9    | Chiara Mair       | Austria       | 1:39,58 |
| 10   | Rebecca Bühler    | Liechtenstein | 1:39,65 |

Data: 25 marzo

Località: Spital am Pyhrn

1ª manche:

Ore: 

Pista: Wurzeralm

Partenza: 1 595 m s.l.m.

Arrivo: 1 415 m s.l.m.

Dislivello: 180 m

Tracciatore: Gerhard Hutteger

2ª manche:

Ore: 

Pista: Hutterer Höss

Partenza: 1 595 m s.l.m.

Arrivo: 1 415 m s.l.m.

Dislivello: 180 m

Tracciatore: Johannes Züchlinger

#### Combinata
| Pos. | Atleta               | Nazione | Tempo   |
| ---- | -------------------- | ------- | ------- |
| 1    | Denise Zöhrer        | Austria | 1:51,46 |
| 2    | Stephanie Brunner    | Austria | 1:51,64 |
| 3    | Bianca Venier        | Austria | 1:51,72 |
| 4    | Katharina Huber      | Austria | 1:51,97 |
| 5    | Nevena Ignjatović    | Serbia  | 1:52,08 |
| 6    | Michaela Heider      | Austria | 1:52,11 |
| 7    | Lisa Türtscher       | Austria | 1:52,84 |
| 8    | Julia Scheib         | Austria | 1:53,07 |
| 9    | Elisa Pilz           | Austria | 1:53,24 |
| 10   | Katharina Lensberger | Austria | 1:53,26 |

Data: 19 marzo

Località: Lackenhof

1ª manche:

Ore: 

Pista: 

Partenza: 1 330 m s.l.m.

Arrivo: 853 m s.l.m.

Dislivello: 477 m

Tracciatore: Thomas Grafinger

2ª manche:

Ore: 

Pista: 

Partenza: 

Arrivo: 

Dislivello: 

Tracciatore: Stefan Schwab